# Parastraella
Parastraella is een geslacht van kevers uit de familie bladsprietkevers (Scarabaeidae). Het geslacht werd voor het eerst wetenschappelijk beschreven in 2006 door Antoine.

## Soorten
- Parastraella viridana (Moser, 1913)